# Гуахаба
Гуахаба (ісп. Cayo Guajaba) — рифовий острів біля північного узбережжя Куби, в провінції Камагуей.
Острів входить до складу архіпелагу Хардінес-дель-Рей і знаходиться на захід від Сабіналя, на схід від Романо, на північ від затоки Глорія (Bahia de la Gloria) і омивається Атлантичним океаном на півночі.
Острів розташований під управлінням муніципалітету Сьєрра-де-Кубітас .
| Куба | Це незавершена стаття з географії Куби. Ви можете допомогти проєкту, виправивши або дописавши її. |